# Alexandre Guilmant

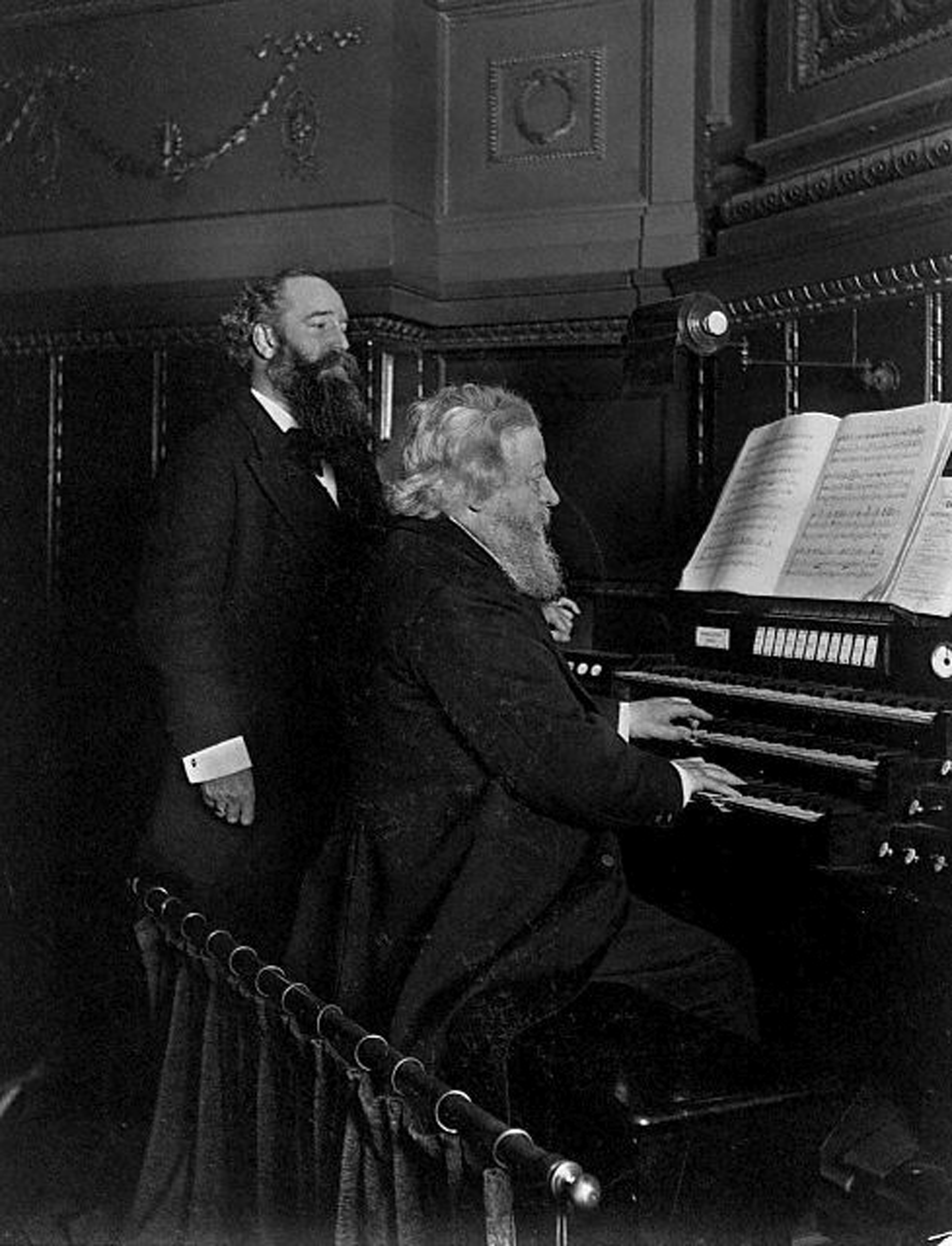
Guilmant aan het orgel van de Steinway Hall in Chicago. Staand: Clarence Eddy. 1898

Félix-Alexandre Guilmant (Boulogne-sur-Mer, 12 maart 1837 — Meudon, 29 maart 1911) was een Frans componist en organist.
Zoals bij veel andere componisten bleek zijn begaafdheid op vrij jonge leeftijd. Hij was twaalf toen hij al vlot orgel speelde. Hij studeerde bij Jacques-Nicolas Lemmens, samen met Charles–Marie Widor en Eugène Gigout. Tussen 1871 en 1901 was hij een leidende figuur in de Parijse orgelwereld, samen met zijn medestudenten. In 1894 stichtte hij samen met Vincent d'Indy en Charles Bordes de Schola Cantorum de Paris, waarvan hij tot 1900 directeur was en waaraan ook zijn leerling en assistent Fernand de La Tombelle als docent werd aangesteld. Dit instituut gaf een grondige theoretische opleiding, speciaal op het gebied van oude muziek, met de nadruk op polyfonie en zang a capella. Later gaf hij ook les aan het Parijse Conservatoire national supérieur de musique, aan onder meer Joseph Bonnet, Marcel Dupré, Gabriel Dupont, Henri Mulet en René Vierne. Diens broer Louis Vierne was jarenlang zijn assistent. Bekend zijn de orgelsonates; deze worden beschouwd als gelijkwaardig aan de beroemde orgelsymfonieën van Widor. Zijn oeuvre was dan ook zeer geliefd.

## Werken
Beknopt overzicht van alle bekende opusnummers van Guilmant. Er zijn ook veel composities zonder opusnummer, en ook veel pas na zijn dood gepubliceerde stukken.
| Opus | Titel |
| ---- | --- |
| 1    | Ave Verum pour Choeur et Orgue                                                                                    |
| 2    | O Salutaris Hostia pour Choeur et Orgue                                                                           |
| 3    | Faux-Bourdons - Chant de la Commission de Reims et Cambras                                                        |
| 4    | Messe en Fa majeur pour Choeur et Orgue                                                                           |
| 6    | Première Messe à 4 Voix, Choeur et Orgue                                                                          |
| 7    | Te Deum pour Choeur et Orgue                                                                                      |
| 8    | Quam Dilecta (Psaume 83) pour Choeur et Orgue                                                                     |
| 9    | Messe Brève pour Choeur et Orgue                                                                                  |
| 11   | Troisième Messe Solennelle pour Choeur et Orgue                                                                   |
| 12   | Cinq Litanies en l'honneur de la bienheureuse Vierge Marie à une, deux, trois ou quatre voix                      |
| (13) | Échos du mois de Marie - Cantiques à une ou deux voix égales avec accompagnement d'orgue ou d'harmonium           |
| 14   | 12 Motets pour Choeur et Orgue                                                                                    |
| 15   | Pièces dans different styles pour orgue, livraison 1                                                              |
| 16   | Pièces dans different styles pour orgue, livraison 2                                                              |
| 17   | Pièces dans different styles pour orgue, livraison 3                                                              |
| 18   | Pièces dans different styles pour orgue, livraison 4                                                              |
| 19   | Pièces dans different styles pour orgue, livraison 5                                                              |
| 20   | Pièces dans different styles pour orgue, livraison 6                                                              |
| 21   | Kyrie Eleison pour Choeur et Orgue/Orchestre                                                                      |
| 22   | Prière pour Violoncello et Piano                                                                                  |
| 23   | Deux Morceaux pour Harmonium                                                                                      |
| 24   | Pièces dans different styles pour orgue, livraison 7                                                              |
| 25   | Pièces dans different styles pour orgue, livraison 8                                                              |
| 26   | Pastorale pour Harmonium et Piano duo                                                                             |
| 27   | Prière et Berceuse pour Harmonium                                                                                 |
| 28   | Canzonetta pour Harmonium                                                                                         |
| 29   | Fughetta de Concert pour Harmonium                                                                                |
| 30   | Aspiration Religieuse pour Harmonium                                                                              |
| 31   | Scherzo pour Harmonium                                                                                            |
| 32   | Deux Pièces pour Harmonium                                                                                        |
| 33   | Pièces dans different styles pour orgue, livraison 9                                                              |
| 34   | Marche Triomphale pour Harmonium et Piano duo                                                                     |
| 35   | Mazurka de Salon pour Harmonium                                                                                   |
| 36   | Scherzo Capriccioso pour Harmonium et Piano duo                                                                   |
| 37   | O Salutaris pour Basse ou Baryton et Orgue                                                                        |
| 38   | Idylle pour Piano                                                                                                 |
| 39   | l'Organiste Pratique pour Harmonium, livraison 1                                                                  |
| 40   | Pièces dans different styles pour orgue, livraison 10                                                             |
| 41   | l'Organiste Pratique pour Harmonium, livraison 2                                                                  |
| 42   | Sonate no.1/Symphonie no.1 pour Orgue (et Orchestre)                                                              |
| 43   | Fantaisie sur deux Mélodie Anglaises pour Orgue                                                                   |
| 44   | Pièces dans different styles pour orgue, livraison 11                                                             |
| 45   | Pièces dans different styles pour orgue, livraison 12                                                             |
| 46   | l'Organiste Pratique pour Harmonium, livraison 3                                                                  |
| 47   | l'Organiste Pratique pour Harmonium, livraison 4                                                                  |
| 48   | Six petites pièces pour Piano réunies                                                                             |
| 49   | l'Organiste Pratique pour Harmonium, livraison 5                                                                  |
| 50   | l'Organiste Pratique pour Harmonium, livraison 6 Seconde Sonate pour Grand Orgue                                  |
| 51   | Balthazar: Scène Lyrique                                                                                          |
| 52   | l'Organiste Pratique pour Harmonium, livraison 7                                                                  |
| 53   | Symphonie-Cantate Ariane                                                                                          |
| 54   | Cantate en l'honneur de Frédéric Sauvage pour Choeur et Orchestre                                                 |
| 55   | l'Organiste Pratique pour Harmonium, livraison 8                                                                  |
| 56   | l'Organiste Pratique pour Harmonium, livraison 9 Troisième Sonate pour Grand Orgue                                |
| 57   | l'Organiste Pratique pour Harmonium, livraison 10                                                                 |
| 58   | l'Organiste Pratique pour Harmonium, livraison 11                                                                 |
| 59   | l'Organiste Pratique pour Harmonium, livraison 12                                                                 |
| 60   | Noëls pour Harmonium ou Orgue (4 livraisons)                                                                      |
| 61   | Quatrième Sonate pour Harmonium ou Grand Orgue                                                                    |
| 62   | Couronnement de Notre-Dame de Boulogne-sur-Mèr pour Choeur et Orchestre                                           |
| 63   | Méditation sur le Stabat Mater pour Orgue et Orchestre                                                            |
| 64   | Christus Vincit pour Choeur et Orgue                                                                              |
| 65   | l'Organiste Liturgiste pour Orgue ou Harmonium (10 livraisons)                                                    |
| 66   | Ecce Panis pour Choeur et Orgue                                                                                   |
| 67   | Deux Romances sans Paroles pour Violoncello ou Violon et Piano                                                    |
| 68   | 60 Interludes dans la tonalité Grégorienne pour Orgue ou Harmonium                                                |
| 69   | Pièces dans different styles pour orgue, livraison 13                                                             |
| 70   | Pièces dans different styles pour orgue, livraison 14                                                             |
| 71   | Pièces dans different styles pour orgue, livraison 15                                                             |
| 72   | Pièces dans different styles pour orgue, livraison 16                                                             |
| 73   | Pie Jesu pour Baryton et Choeur                                                                                   |
| 74   | Pièces dans different styles pour orgue, livraison 17                                                             |
| 75   | Pièces dans different styles pour orgue, livraison 18                                                             |
| 77   | Sept pieces for organ                                                                                             |
| 78   | Berceuse (Elegie) pour Flute et Piano                                                                             |
| 79   | Berceuse pour Flute ou Violon et Piano                                                                            |
| 80   | Sonate no.5 pour Grand Orgue                                                                                      |
| 81   | Allegro pour Orgue et Orchestre                                                                                   |
| 82   | Two pieces for organ                                                                                              |
| 83   | Final alla Schumann pour Orgue et Orchestre                                                                       |
| 84   | Grand Choeur en forme de Marche pour Grand Orgue                                                                  |
| 85   | Romance sans Paroles pour Flute et Piano                                                                          |
| 86   | Sonate no.6 pour Grand Orgue                                                                                      |
| 87   | Offertoire sur le commun des confesseurs non pontifes                                                             |
| 88   | Morceau Symphonique pour Trombone et Piano (bewerking Wesley Shepard voor trombone of eufonium en harmonieorkest) |
| 89   | Sonate no.7 (Suite) pour Grand Orgue                                                                              |
| 90   | 18 Pièces Nouvelles pour Orgue (7 livraisons)                                                                     |
| 91   | Sonate no.8/Symphony no.2 pour Grand Orgue/Orgue et Orchestre                                                     |
| 92   | Voluntary for the Organ                                                                                           |
| 93   | Chorals et Noëls pour Orgue                                                                                       |
| 94   | Trois Oraisons pour Orgue                                                                                         |